# Gens Gellia
Die gens Gellia (deutsch Gellier; Gentilname Gellius) waren eine römische Familie (gens). Das nomen gentile ist wohl auf einen seit dem 4. Jahrhundert v. Chr. bezeugten samnitischen Vornamen zurückzuführen. Die römischen Namensträger sind seit dem 3. Jahrhundert v. Chr. nachzuweisen.

## Bedeutende Vertreter
- Aulus Gellius, Schriftsteller des 2. Jahrhunderts n. Chr. Noctes Atticae
- Aulus Gellius Celer, Präfekt der Classis Flavia Moesica 127
- Statius Gellius, Feldherr der Samniten, 305 v. Chr. bei Bovianum besiegt und gefangen genommen.
- Gnaeus Gellius, römischer Historiker, verfasste wohl gegen Ende des 2. Jahrhunderts v. Chr. annales (Jahrbücher).
- Lucius Gellius Publicola (Konsul 72 v. Chr.), römischer Politiker
- Lucius Gellius Publicola (Konsul 36 v. Chr.), römischer Politiker
- Publicius Gellius, römischer Jurist; möglicherweise identisch mit
- Quintus Gellius Longus, römischer Statthalter
- Gellius, Stiefbruder des Lucius Marcius Philippus (Konsul 56 v. Chr.), Anhänger des Publius Clodius Pulcher, von Marcus Tullius Cicero diffamiert
- Lucius Gellius Maximus, Arzt und Prokurator im 2. Jahrhundert
- Gellius Maximus, General der IIII. Skythischen Legion und für einige Wochen Gegenkaiser (219)